# John Schepers
John Schepers (Tiel; 27 de febrero de 1943) es un exfutbolista canadiense nacido en Países Bajos.

## Trayectoria
Tenía solo 10 años cuando su familia se mudó a Winnipeg, Manitoba. Cuando cumplió los 15, comenzó a jugar fútbol profesional.
En 1962, marcó cuatro goles en la final del Campeonato de Fútbol de Canadá cuando el Winnipeg AN&AF Scottish ganó 6-0 sobre Edmonton Edelweiss.

## Selección nacional
A nivel internacional, representó por primera vez a Canadá en 1960 en una gira por la Unión Soviética y Gran Bretaña. En 1971, hizo 10 apariciones internacionales "B" en los Clasificatorios Olímpicos y los Juegos Panamericanos de 1971 en Colombia.

## Clubes
| Club                    | País   | Año       |
| ----------------------- | ------ | --------- |
| Winnipeg AN&AF Scottish | Canadá | 1959-1962 |
| Regina Concordia        | Canadá | 1963-1966 |
| Calgary Buffalo Kickers | Canadá | 1967-1968 |
| Regina Concordia        | Canadá | 1969-1971 |
| Toronto Metros          | Canadá | 1971      |
| Winnipeg Thistle        | Canadá | 1972-1976 |
| Regina Concordia        | Canadá | 1977-1983 |